# マーティン・ゴア
マーティン・リー・ゴア（Martin Lee Gore、1961年7月23日 - ）は、イングランド・ダゲナム出身のミュージシャン、ギタリスト、シンガーソングライター。デペッシュ・モードのメンバーで、長年に渡りバンドの作曲と作詞を担当している。身長172センチ。

## 来歴

### 生い立ち
イングランド南東部のダゲナムにて、イギリスに駐留していたアフリカ系アメリカ人の陸軍兵士の父と、白人の母親パメラ・マーガレットの間に生まれる。しかしパメラは別の男性デヴィッド・ゴアと結婚したため、マーティンは実の父親のことを知らされずに長年過ごしてきた。マーティンの実父がアフリカ系アメリカ人であることは長らく伏せられていた（1990年代に暴露本で明かされるまでという話もある）。13歳の時に育ての父デヴィッドが実父ではないことを知り、後にアメリカ南部にて実父と対面している。なおマーティンにはカレン（1967年生まれ）、ジャクリーン（1969年生まれ）という2人の異父妹がいる。
1977年、バジルドンのニコラス・コンプリフェンシブ・スクールを中退。昼間は銀行で働きながら、夜や週末は学友だったフィル・バーデットと結成した"Norman and the Worms"というアコースティック・デュオで活動する。
1979年代後半、学友だったヴィンス・クラーク、ロバート・マーロウと共に、友人のポール・レッドモンド（Paul Redmond）を招いて "The French Look" を結成。ボーカルはロバート、マーティンがギター、ヴィンスとポールがシンセサイザーを担当した。

### デペッシュ・モード結成
1980年にヴィンスの学友であったフレッチことアンドリュー・フレッチャーと出逢う。ヴィンス、フレッチと共にデペッシュ・モードの前身となる"Composition of Sound"を結成。結成当初はヴィンスがボーカルとギター、マーティンがキーボード、フレッチがベース担当だった。やがてヴィンスの勧誘によりデヴィッド・ガーンが加入、バンド名もDepeche Modeと改名する。
その後バンドはミュート・レコードのダニエル・ミラーに見出され、1981年にデビューする。デビュー当時、バンドの作詞・作曲はヴィンスがメインで行っていたが、かねてよりプロモーションとツアー活動に不満を抱いていたことから同年に脱退。以後バンドの楽曲のほとんどがマーティンの作詞・作曲によって手掛けられていくこととなり、この件が彼の才能を開花させるきっかけとなった。作風もそれまでのポップな明るいサウンドから陰影に富んだ叙情的なものへと変化し、以降のバンドの音楽性に多大な影響を与えていく。脱退時にヴィンスは「マーティンは、僕よりも優れたソングライターだから大丈夫さ」との言葉を残してバンドを去るが、当のマーティンは「自分自身の曲を信じなければいけなくなったんだから、プレッシャーは凄かった」と眠れぬ日々が続いたことを告白している。
なおデペッシュ・モードは2024年までに15枚のオリジナルアルバムと数多くのシングルを発表。それらの総数が9000万枚近い売り上げを記録し、今もなお活動している。近年は4年に1度のアルバム発表と2年近いライヴツアーを行うサイクルを繰り返している。
ギターは主にグレッチ製の物を使用。また各アルバムにて、平均して2曲前後メイン・ボーカルを務めている。

### ソロ活動
マーティンはバンド活動の傍ら、2003年にカヴァーソング集『Counterfeit²」を発表。また1980年代より様々なアーティストの作品に参加したり、リミックスなどを手掛けている。
近年では2011年にかつてのバンドメイトであるヴィンス・クラークとテクノユニット"VCMG"を結成、翌2012年に作品を発表している。ソロ作品では2015年4月に『MG』が発表され、これまでのカヴァーやデペッシュ・モードで見られるオルタナティブ・ミュージックとも異なるエレクトロニック・ミュージックを披露している。

## 私生活
1989年にパリで出逢ったアメリカ人ランジェリーデザイナー兼モデルのスザンヌ・ボアバート（Suzanne Boisvert）と1994年8月に結婚。1991年6月6日に長女ヴィヴァ・リー（Viva Lee）、1995年8月21日に次女エイヴァ・リー（Ava Lee）、2002年7月27日に長男カロー・レオン（Kalo Leon）が誕生したが、2006年に離婚した。現在、ヴィヴァ・リーは音楽活動を行っており、エイヴァ・リーもWeirdWolvesというバンドで活動している。
2014年6月に女優のケライリー・カスキ（Kerrilee Kaski）と再婚。ケライリーとの間に、2016年2月19日に長女ジョニー・リー（Johnnie Lee）、2017年3月13日に次女マジー・リー（Mazzy Lee）の二女が誕生している。
1983年、当時デペッシュ・モードのバンドメンバーだったアラン・ワイルダーと共に肉を食べることを止め、以後菜食主義を貫いている。
アルコール、特にビールが好きで、1990年代の一時期アルコール依存症に陥っていたが、2000年代になり禁酒を宣言。アルコールを絶つことに成功した。
プレミアリーグのアーセナルFCのファンである。余談だが、デペッシュ・モードのバンドメンバーであり、公私に渡るパートナーであるアンドリュー・フレッチャーはライバルチームのチェルシーFCのファンであるが、このことに関して彼らが険悪になったということはない。
現在はカリフォルニアのサンタバーバラ在住。

## 人物
趣味は読書とビデオゲーム。
お気に入りの映画に『SHOAH ショア』、『ブレードランナー』、『市民ケーン』を挙げている。
お気に入りの書籍にアレイスター・クロウリーの『Diary of a Drug Fiend』、フランツ・カフカの『失踪者』、ヘルマン・ヘッセの『デミアン』を挙げている。

## ディスコグラフィ

### アルバム
- Counterfeit²（2003年）
- MG （2015年）

### その他
- Counterfeit e.p.（1989年）
- MG remix EP（2015年）

### VCMG
- Ssss（2012年）※全曲ヴィンス・クラークとの共作

## 外部参加
- Annette & Inga Humpe (Humpe and Humpe) （1985年）
  - アルバム『Humpe Humpe』収録の"Happiness Is Hard to Take"と"Don't Know Where I Belong"にキーボードで参加。
- レナード・コーエン（1995年）
  - トリビュート・アルバム『Tower of Song: A Tribute to Leonard Cohen』にて"Coming Back To You"をカヴァー。
- クライアント（2004年）
  - アルバム『City』収録の"Overdrive"にバッキング・ボーカルで参加。なおクライアントは、デペッシュ・モードのメンバーであるアンドリュー・フレッチャーが立ち上げたレーベル"トースト・ハワイ"初のアーティストとして契約、デビューしている。
- グウェン・ステファニー（2006年）
  - アルバム『The Sweet Escape』収録の"Wonderful Life"にギターで参加。
- Onetwo（2007年）
  - アルバム『Instead』収録の"Cloud Nine"を共同作曲、およびギターで参加。
- ニッツァー・エブ（2010年）
  - アルバム『Industrial Complex』収録の"Once You Say"にバッキング・ボーカルで参加。
- ボム・ザ・ベース（2010年）
  - アルバム『Back to Light』収録の "Milakia"を共同作曲、およびギターで参加。なおボム・ザ・ベースことティム・シムノンはデペッシュ・モードのアルバム・プロデュースも手掛けている。
- Compact Space（2011年）
  - アルバム『Nameless』収録の"The Unstoppable Collision"にギターで参加。なおCompact Spaceのメンバー人はデペッシュ・モードのサポートメンバーも務めている。
- アルヴァ・ノト（2011年）
  - アルバム『Univrs』収録の "Uni Rec"にシンセサイザーで参加。
- Motor（2011年）
  - アルバム『Man Made Machine』収録の"Man Made Machine"にリード・ボーカルで参加。
- The Mission（2016年）
  - アルバム『Another Fall from Grace』収録の"Only You & You Alone"にバッキング・ボーカルで参加。

### リミックス
- Spirit Feel – "Rejoice" (Mystic Span Mix) （1994年）
- Garbage – "Queer" (The Most Beautiful Woman in Town Mix) （1995年）
- ON – "Soluble Words" (Sublingual Remix) （1999年）
- Señor Coconut And His Orchestra – "Smooth Operator" (In-Disguise Remix) （2003年）
- Diamond Version - "Get Yours" (Martin L. Gore Remix) （2013年）